# Immuntherapie
Immuntherapien sind Behandlungsformen, bei denen das Immunsystem beeinflusst wird. Hierbei kommen in Abhängigkeit von der Erkrankung  modulierende (stimulierende und supprimierende) oder substituierende (ersetzende) Verfahren zur Anwendung.
Stimulierende Verfahren
- aktive Impfung und
- die Gabe von Immunstimulantien zur Aktivierung eines geschwächten Immunsystems im Rahmen einer aktiven unspezifischen Immuntherapie bei Tumorerkrankungen (siehe Hauptartikel Krebsimmuntherapie)

Supprimierende Verfahren (Gabe von Immunsuppressiva)
- bei Autoimmunkrankheiten,
- nach Organtransplantation,
- bei Allergien (Anaphylaxie) und

Substituierende Verfahren
- passive Impfung mit Immunglobulinen (Tetanus, Botulismus, Rhesus-Inkompatibilität u. v. m.)
- Gabe von Immunglobulinen bei erworbenem oder angeborenem Mangel an Immunglobulinen (sog. Immunglobulinmangel mit daraus resultierender Infektionsanfälligkeit)

Gabe monoklonaler Antikörper bei
- - Morbus Crohn (Infliximab),
  - PTCA (Thrombozytenaggregationshemmer Abciximab) oder
  - spezifische Immuntherapien bei Tumorerkrankungen, bei Kombination der Antikörper mit Toxinen (z. B. Saporin) als Immuntoxine bezeichnet.

Modulierende Verfahren
- Hyposensibilisierung bei Allergien
- Immunadsorption zur Entfernung von Autoantikörpern und Immunkomplexen bei Autoimmunerkrankungen oder antikörpervermittelten Transplantatabstoßungen